# Juniorsko prvenstvo Hrvatske u nogometu
Juniorsko prvenstvo Hrvatske u nogometu se igraju od 1992. godine.

## Prvaci
| sezona      | prvak                   |
| ----------- | ----------------------- |
| 1992.       | Rijeka                  |
| 1992./1993. | Varteks Varaždin        |
| 1993./1994. | Osijek                  |
| 1994./1995. | Hajduk Split            |
| 1995./1996. | Rijeka                  |
| 1996./1997. | Hajduk Split            |
| 1997./1998. | Hajduk Split            |
| 1998./1999. | Varteks Varaždin        |
| 1999./2000. | Dinamo Zagreb           |
| 2000./2001. | Dinamo Zagreb           |
| 2001./2002. | Dinamo Zagreb           |
| 2002./2003. | Dinamo Zagreb           |
| 2003./2004. | Hajduk Split            |
| 2004./2005. | Hajduk Split            |
| 2005./2006. | Osijek                  |
| 2006./2007. | Zagreb                  |
| 2007./2008. | Varteks Varaždin        |
| 2008./2009. | Dinamo Zagreb           |
| 2009./2010. | Dinamo Zagreb           |
| 2010./2011. | Dinamo Zagreb           |
| 2011./2012. | Hajduk Split            |
| 2012./2013. | Osijek                  |
| 2013./2014. | Rijeka                  |
| 2014./2015. | Split                   |
| 2015./2016. | Dinamo Zagreb           |
| 2016./2017. | Lokomotiva Zagreb       |
| 2017./2018. | Dinamo Zagreb           |
| 2018./2019. | Dinamo Zagreb           |
| 2019./2020. | odgođeno zbog pandemije |
| 2020./2021. | Hajduk Split            |
| 2021./2022. | Hajduk Split            |
| 2022./2023  | Dinamo Zagreb           |

### Uspješnost klubova
| Klub                | Prvak | Ukupno |
| Dinamo (Zagreb)     | 1999./00., 2000./01., 2001./02., 2002./03., 2008./09., 2009./10., 2010./11., 2015./16., 2017./18., 2018./19. | 10     |
| Hajduk (Split)      | 1994./95., 1996./97., 1997./98., 2003./04., 2004./05., 2011./12., 2020./21., 2021./22.                       | 8      |
| Varaždin (Varteks)  | 1992./93., 1998./99., 2007./08.                                                                              | 3      |
| Rijeka              | 1992., 1995./96., 2013./14.                                                                                  | 3      |
| Osijek              | 1993./94., 2005./06., 2012./13.                                                                              | 3      |
| Zagreb              | 2006./07. | 1      |
| Split               | 2014./15. | 1      |
| Lokomotiva (Zagreb) | 2016./17. | 1      |

## Prvaci SR Hrvatske (1947. – 1991.)
| sezona    | prvak            |
| --------- | ---------------- |
| 1947.     | Mladost (Zagreb) |
| 1948./49. | Hajduk (Split)   |
| 1949./50. | Dinamo (Zagreb)  |
| 1950./51. | Dinamo (Zagreb)  |
| 1951.     | Dinamo (Zagreb)  |
| 1952.     | Zagreb           |
| 1952./53. | Hajduk (Split)   |
| 1953./54. | Dinamo (Zagreb)  |
| 1954./55. | Dinamo (Zagreb)  |
| 1956.     | Hajduk (Split)   |
| 1957.     | Hajduk (Split)   |
| 1958.     | Šibenik          |
| 1963.     | Dinamo (Zagreb)  |
| 1964.     | Rudar (Labin)    |
| 1965.     | Hajduk (Split)   |
| 1966.     | Dinamo (Zagreb)  |
| 1967.     | Dinamo (Zagreb)  |
| 1968.     | Dinamo (Zagreb)  |
| 1969.     | Hajduk (Split)   |
| 1970.     | Hajduk (Split)   |
| 1971.     | Hajduk (Split)   |
| 1972.     | Dinamo (Zagreb)  |
| 1973.     | Dinamo (Zagreb)  |
| 1974.     | Dinamo (Zagreb)  |
| 1975.     | Hajduk (Split)   |
| 1976.     | Dinamo (Zagreb)  |
| 1977.     | Osijek           |
| 1978.     | Hajduk (Split)   |
| 1979.     | Dinamo (Zagreb)  |
| 1980.     | Dinamo (Zagreb)  |
| 1981.     | Rijeka           |
| 1982.     | Hajduk (Split)   |
| 1983.     | Dinamo (Zagreb)  |
| 1984.     | Dinamo (Zagreb)  |
| 1985.     | Hajduk (Split)   |
| 1986.     | Dinamo (Zagreb)  |
| 1987.     | Rijeka           |
| 1988.     | Hajduk (Split)   |
| 1989.     | Hajduk (Split)   |
| 1990.     | Hajduk (Split)   |
| 1991.     | Hajduk (Split)   |

### Uspješnost klubova
| Klub             | Prvak | Ukupno |
| Dinamo (Zagreb)  | 1949./50., 1950./51., 1951., 1953./54., 1954./55., 1963., 1966., 1967., 1968., 1972., 1973., 1974., 1976., 1979., 1980., 1983., 1984., 1986. | 18     |
| Hajduk (Split)   | 1949., 1953., 1956., 1957., 1965., 1969., 1970., 1971., 1975., 1978., 1982., 1985., 1988., 1989., 1990., 1991.                               | 16     |
| Rijeka           | 1981., 1987. | 2      |
| Osijek           | 1977. | 1      |
| Rudar (Labin)    | 1964. | 1      |
| Šibenik          | 1958. | 1      |
| Mladost (Zagreb) | 1957. | 1      |
| Zagreb           | 1952. | 1      |

## Vanjske poveznice
- prvahnl.hr
- rsssf.com, juniorski (U-18) prvaci Hrvatske
- Naprid bili Toni Bilić: Nema straha, budućnost je stigla, Naprid bili, br.1/2012., travanj 2012., str. 19
- Sport nedjeljom  Arhivirana inačica izvorne stranice od 14. prosinca 2014. (Wayback Machine) Hajduk kadetski i juniorski prvak]